# Naujac-sur-Mer
Naujac-sur-Mer település Franciaországban, Gironde megyében. Lakosainak száma 1102 fő (2022. január 1.). Naujac-sur-Mer Vendays-Montalivet, Hourtin, Gaillan-en-Médoc és Lesparre-Médoc községekkel határos.

## Népesség
A település népességének változása:
| Lakosok száma | 715  | 600  | 650  | 725  | 942  | 1061 | 1090 | 1083 | 1080 | 1102 |
|               | 1968 | 1982 | 1990 | 2006 | 2013 | 2015 | 2017 | 2019 | 2020 | 2022 |